# Seznam angleških kolesarjev
Seznam angleških kolesarjev.

## B
- Frederick Thomas Bidlake
- Chris Boardman
- Frank Bowden
- Beryl Burton

## C
- Hugh Carthy
- Mark Cavendish

## D
- Stuart Dangerfield
- Josie Dew
- Mark Donovan
- Alex Dowsett

## E
- Malcolm Elliott

## F
- Chris Froome

## H
- Roger Hammond
- Reg Harris
- Tao Geoghegan Hart
- Rob Hayles
- Ethan Hayter
- Barry Hoban

## K
- James Knox

## M
- Daniel McLay
- James Moore

## P
- Victoria Pendleton
- Hugh Porter

## Q
- Jason Queally

## R
- Brian Robinson

## S
- Paul Sherwen
- Tom Simpson
- Jamie Staff
- George Herbert Stancer
- Ben Swift

## W
- Bradley Wiggins

## Y
- Adam Yates
- Sean Yates